# بشير السعداوي
بشير السعداوي سياسي ليبي برز في النصف الأول من القرن العشرين، كان له دور في محاولات ليبيا الحصول على استقلالها سنة 1951م. أسّس حزب المؤتمر الوطني، بعد الاستقلال نفته الحكومة الليبية. عمل مستشارا للملك عبد العزيز بن سعود مؤسس العربية السعودية.
ولد في مدينة الخمس شرقي طرابلس عام 1884.  
سافر إلى لبنان حيث عُيّن سنة 1918 م قائم مقام في قضاء جزين، وكان أول قائم مقام مسلم يعيّن بها.
في أوائل سبتمبر 1920 م عاد إلى طرابلس حيث حضر في شهر أكتوبر مؤتمر غريان الذي شكلت فيه حكومة وطنية سميت هيئة الإصلاح المركزية وانتخب عضواً فيها وظل يحتل مكانة مرموقة فيها بما أبداه من سدادة الرأي، والتوفيق بين رؤوساء القبائل وجمع كلماتهم ضد الغزو الإيطالي. في سنة 1923م سافر إلى مصر ومنها إلى بيروت سنة 1924م فدمشق حيث استأنف نشاطه السياسي للفت الأنظار إلى قضية الشعب الليبي. شكل اللجنة التنفيدية للجاليات الطرابلسية والبرقاوية عام 1928م بدمشق.
سنة 1937 م عُيّن مستشاراً للملك عبد العزيز آل سعود. في عام 1946 عندما كان السعداوي برفقة الملك سعود أثناء زيارته للقاهرة استأذنه في الاستقالة لكي يقوم بالعمل على "تجميع القوى الوطنية الليبية تحت أهداف وراية واحدة". وشرع السعداوي في الاتصال بالزعماء الطرابلسيين والبرقاويين مبيّنا لهم ضرورة التخلي عن الخلافات الإقليمية والمحلية في سبيل المصلحة الوطنية العليا مبينا" لهم أنه إذا لم يعترف الليبيون في طرابلس وبرقة بالزعامة السنوسية فإن ليبيا لن يتاح لها أن تعود إلى الوجود دولة واحدة.
في أعقاب الحرب العالمية الثانية ترأس هيئة تحرير ليبيا بمعرفة الجامعة العربية.

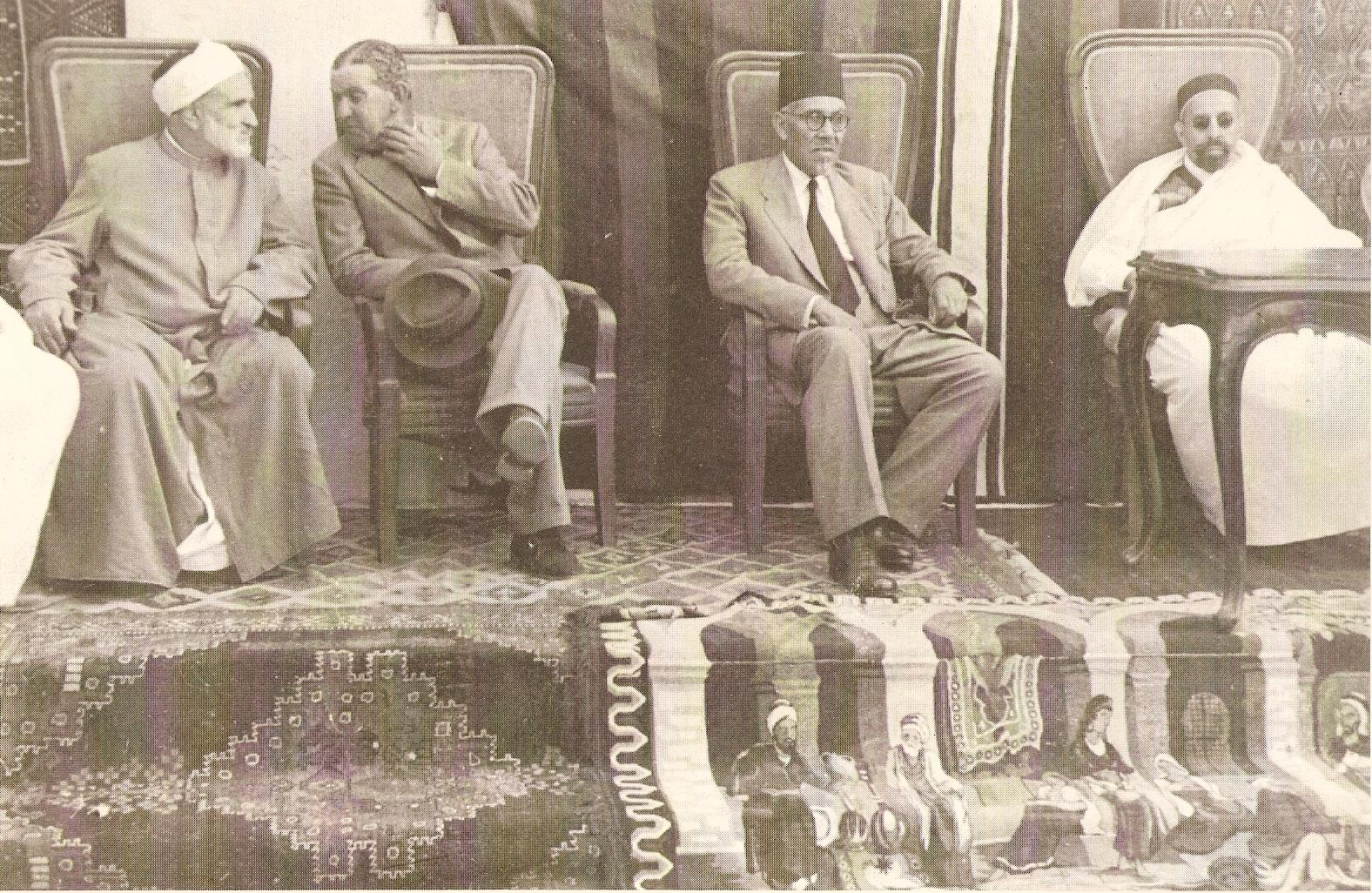
من اليمين إلى اليسار، الأمير إدريس السنوسي؛ أمير برقة، وبشير بك السعداوي؛ رئيس حزب المؤتمر، وحاكم الخمس البريطاني، والشيخ محمد أبو الأسعاد العالم؛ مفتي طرابلس في يوليو 1949.

وعاد إلى طرابلس سنة 1948 م حيث أسس المؤتمر الوطني يوم 1-3-1948م، واتخذ من نادي الاتحاد مكتباً، ومقراً له وباشر منه جميع المهام الوطنية آنذاك حيث كان يحرض على الاستقلال، ومنع التقسيم، كما قاد مظاهرات في سفرياته إلى الجامعة العربية والأمم المتحدة، ودعى الأحزاب الليبية السياسية إلى الاتفاق على أساس صيغة «ليبيا مستقلة تحت إمارة سنوسية». وفي هذه الفترة بدأت تظهر بوادر مشروع بيفن _ اسفورزا لتقسيم ليبيا ووضعها تحت الوصاية الأجنبية، ولكن جهود الليبيين في الخارج أثمرت نتائجها في إسقاط هذا المشروع، حيث صرحت الحكومة البريطانية في اجتماع مجلس العموم|لمجلس عموم المملكة المتحدة|مجلس العموم: «أن بريطانيا تؤكد للطرابلسيين أنها لم تعد ترى أنها مرتبطة بأي من المقترحات الواردة في مخطط بيفن _ اسفورزا».
إبعد ونفي من قبل حكومة المملكة الليبية المتحدة سنة 1952. وظل السعداوي في المنفى حتى توفي بتاريخ 17 يناير 1957 بمدينة بيروت.
أُعيد رفاته إلى ليبيا سنة 1970 م.

## وصلات خارجية
- ليبيا اليوم
- ليبيا جيل